# NGC 562
NGC 562 es una galaxia espiral de tipo Hubble en la constelación de Andrómeda en el cielo del norte. Se estima que está a 465 millones de años luz de la Vía Láctea y tiene un diámetro de aproximadamente 175.000 años luz.
El objeto fue descubierto el 30 de noviembre de 1885 por el astrónomo estadounidense Lewis A. Swift. 